# Maláj küllő
A maláj küllő (Dinopium rafflesii) a madarak (Aves) osztályának harkályalakúak (Piciformes) rendjébe, ezen belül a harkályfélék (Picidae) családjába tartozó faj.

## Előfordulása
Brunei, Indonézia, Malajzia, Mianmar és Thaiföld területén honos. Szingapúrból már ki is halt. Természetes élőhelye a szubtrópusi vagy trópusi övezetbe tartozó erdők.

## Alfajai
- Dinopium rafflesii dulitense
- Dinopium rafflesii rafflesii (Vigors, 1830)